# Surdité
 (mars 2021).
Pour les articles homonymes, voir Sourd.
Ne doit pas être confondu avec Sourds (communauté).
 Mise en garde médicale
La surdité est, d'un point de vue médical, un état audiologique de déficience auditive considéré par la majorité des entendants comme pathologique. D'un point de vue ethnolinguistique et socioculturel, la surdité constitue le fondement de l'identité sociale des membres de la communauté de la culture sourde.
Historiquement, à l'origine, dans le contexte médical défini par les entendants, la surdité est définie comme une déficience ou perte auditive empêchant une personne d'entendre tous les sons perçus par la majorité des humains, et en particulier de comprendre le langage parlé ; dans ce contexte, on appelle sourdes (avec une minuscule) les personnes atteintes de surdité. La surdité est alors généralement considérée comme une pathologie et un handicap.
Depuis le XXe siècle, le terme de Surdité (utilisé dans ce cas souvent avec une majuscule) a également été utilisé pour désigner l'appartenance au groupe social des Sourds (avec une majuscule), c'est-à-dire les personnes qui communiquent principalement en utilisant une langue des signes, indépendamment de leur capacité auditive, et partagent donc une culture sourde distincte des cultures des entendants, qui est reconnue par les institutions internationales depuis la fin du XXe siècle.
Les champs des deux définitions se recoupent mais ne sont pas identiques, car la déficience auditive inclut des personnes qui parviennent à percevoir suffisamment le langage parlé pour le comprendre la plupart du temps et n'ont qu'une culture entendante, tandis que la Surdité culturelle inclut des personnes entendantes qui utilisent couramment une langue des signes, telles que les CODA (enfants d'adultes sourds).

## Surdité audiologique

### Évaluation du degré de surdité

#### Les décibels
Le décibel est une unité de mesure rendant compte de l'intensité acoustique, c'est-à-dire la puissance d'un son.

#### Le hertz
Chaque son est formé de vibrations. est une mesure de fréquence correspondant au nombre de vibrations par seconde. Plus il y a de vibrations par seconde (fréquence élevée), plus le son est aigu. Moins il y a de vibrations par seconde (fréquence basse), plus le son est grave."L'oreille humaine ne capte en moyenne que les sons compris entre 20 et 20 000 hertz.

#### Classification internationale
Il existe différents degrés de surdité. Le Bureau International de l'AudioPhonologie les définit en calculant la perte moyenne de décibels aux fréquences 500 hertz, 1 000 hertz, 2 000 hertz et 4 000 hertz, fréquences que l'oreille saine capte habituellement.
On parle de surdité légère quand la perte moyenne est comprise entre 20 et 40 décibels. Les personnes atteintes de surdité légère ne perçoivent pas tous les éléments de la parole.
On parle de surdité moyenne quand il y a une perte d'audition entre 41 et 70 décibels. La personne atteinte de ce type de surdité perçoit la parole seulement à voix forte et près de l'oreille. Seuls les bruits forts sont perçus.
On parle de surdité sévère quand la perte auditive moyenne est entre 71 et 90 décibels. Une personne atteinte de surdité sévère ne perçoit plus du tout la parole et ne perçoit que des bruits très puissants.
On parle de surdité profonde pour une perte de 90 à 120 décibels.
On parle de surdité totale, ou cophose, à 120 décibels.
En conclusion, on parle d'audition normale ou subnormale lorsque la surdité est sous le seuil des 20 dB car malgré la perte de certains sons faibles, la compréhension du langage n'est pas affectée et il n'y a donc pas de handicap dans les situations sociales. On parle de déficience auditive totale si la perte auditive moyenne est de 120 décibels. Les personnes atteintes de ce type de surdité ne perçoivent plus aucun bruit.

### Types de surdité
On classifie également la surdité selon la localisation de l'atteinte. Si l'oreille externe ou l'oreille moyenne est en cause, la surdité est dite « de transmission » ; si l'oreille interne ou le nerf auditif est en cause, la surdité est dite « de perception ». Si la surdité est d'origine neurologique, on parle de « surdité centrale » (le terme « central » dans ce cas, fait référence au système nerveux central, pour la différencier des autres surdités qui touchent les cellules sensorielles de l'oreille, qui font partie du système nerveux périphérique). La surdité centrale peut être due à des lésions au niveau du tronc cérébral. Elle peut aussi être due à des lésions bilatérales des aires auditives, on parle alors de « surdité corticale »,.
Les deux oreilles peuvent être touchées (surdité bilatérale) et l'atteinte peut se limiter à une oreille (surdité unilatérale).
On parle de surdité congénitale chez les enfants sourds qui sont affectés de surdité dès la naissance.

### Population
Les termes utilisés pour parler de la population des sourds dans son entier varient d'une source à l'autre et ne sont pas toujours clairement définis.
- Le terme déficient auditif est le terme officiel qui désigne toute personne sourde ou malentendante en France[6]. Ainsi, le terme déficient auditif est employé par l'INSEE lors des recensements de la population française.
- Le terme de « sourd » est employé pour toute personne souffrant de surdité.
- Le mot Sourd écrit avec une majuscule désigne une personne sourde qui s'identifie avec la culture sourde. Celle-ci repose sur une langue qui lui est propre (la Langue des signes française, ou LSF, ou toute autre langue des signes puisque les langues des signes diffèrent selon les régions dans le monde) ainsi qu'une culture et une histoire des sourds qui se différencie de la culture majoritaire (entendante) dans laquelle vivent les sourds qui utilisent la langue des signes. Les Sourds constituent une minorité culturelle au sein des cultures entendantes[7],[8].

Dans le monde, la moitié des jeunes entre 12 et 34 ans, soit 1,35 milliard de personnes, sont exposés à des niveaux sonores excessifs qui risquent d'entraîner une perte d'audition, selon une étude publiée par la revue médicale BMJ Global Health. La perte auditive (conjointement pour les deux oreilles), selon une étude publiée en 2021 dans The Lancet, touchait 1,57 milliard d'humains en 2019, soit un sur cinq, dont 80 % vivaient avec des revenus faibles ou intermédiaires. D'après l'OMS, en 2025, plus de 5% de la population mondiale, soit environ 430 millions de personnes (dont 34 millions d'enfants), ont une perte auditive invalidante. D'après la Fédération mondiale des sourds, environ 70 millions de ces personnes sont sourdes, parmi lesquelles 80%, soit environ 56 millions de personnes n'ont accès à aucune éducation.
En France, d’après les chiffres publiés en 2025 par la Fondation pour l’audition, basés sur une enquête de la Direction de la recherche, des études, de l’évaluation et des statistiques (DREES), parmi 10 millions de personnes ayant une déficience auditive (soit 16% de la population française), 7 millions de personnes sont sourdes ou malentendantes, dont 500 000 avec une surdité sévère.

## Surdité socioculturelle
Selon le « Petit Larousse » 2002, la culture est l'« ensemble des usages, des coutumes, des manifestations artistiques, religieuses, intellectuelles qui définissent et distinguent un groupe, une société ». Elle est également définie par l'« ensemble de convictions partagées, de manières de voir et de faire qui orientent plus ou moins consciemment le comportement d'un individu, d'un groupe ». Le fait de parler d'une « culture sourde » n'est donc pas si surprenant. En effet, le handicap de la surdité implique un mode de communication différent ainsi qu'un mode de vie différent (utilisation d'un système lumineux ou de vibrations à la place de sonneries de téléphone, réveil, portes d'entrées, utilisation de messages textes ou du système « Procom16 » à la place des téléphones, etc.) C'est à partir de ces différences que le groupe des sourds se distancie du groupe entendant en ayant une culture propre. C'est à la période ou les écoles de sourds se sont créées que la communauté sourde a pris de l'ampleur. Cette communauté a pour particularité de communiquer en langue des signes. Les sourds ont besoin de se retrouver entre eux afin de communiquer à leur manière. Ils possèdent une langue, une culture, une histoire qui leur sont propres. Certains entendants qui signent (interprètes, enfants entendants de parents sourds) participent également à la vie de la communauté sourde. Lorsqu'on parle de culture sourde, il faut comprendre l'histoire commune, mais également toutes les expériences communes des sourds face à une société entendante. La culture sourde comprend aussi de nombreuses organisations dans tous les domaines (art, sport, éducation, information, etc.).

### Confusions récurrentes relatives à la surdité
Officiellement, le terme utilisé est « déficient auditif ». Les termes « sourd » et « malentendant » sont souvent l'objet d'imprécisions. Une personne sourde peut l'être de naissance ou le devenir, tout comme pour un malentendant. On peut faire la différence entre un sourd et un malentendant en fonction de la perte auditive de la personne: un sourd total, profond ou sévère, préféra se désigner comme sourd. Le terme malentendant est trop souvent employé comme euphémisme pour désigner de manière politiquement correcte des personnes qui n'entendent pas du tout. De plus, ce terme peut avoir pour certains une connotation négative qui met en valeur un « manque » par rapport à des personnes « normales ». Le mieux reste de demander à la personne concernée par quel terme celle-ci préfère être désignée.
Pour un sourd de naissance ayant appris à parler (dit « oraliste ») ou un devenu-sourd qui utilise la langue orale, on a tendance à directement les considérer comme malentendant. De la même manière, si un sourd sait et veut parler oralement, cela ne signifie pas qu'il ne connaît pas la langue des signes. Certains sourds savent à la fois parler et signer : c'est le bilinguisme. D'autres sourds (généralement de naissance) ont appris à parler dans leur enfance, mais ne souhaitent pas utiliser leur voix, pour de multiples raisons (respect de leur identité sourde, accent sourd trop prononcé, etc.).
Le terme « sourd-muet » est quant à lui désuet. Il continue toutefois à être utilisé dans les médias et dans les actes officiels, preuve du manque d'information vis-à-vis de ce handicap. L'APEDAF (Association des parents d'enfants déficients auditifs francophones) milite contre l'utilisation de ce terme. Ils donnent ainsi 5 raisons de ne plus dire « sourd-muet » :
1. La surdité et le mutisme sont deux handicaps différents. Le mutisme est l'absence de cordes vocales ou l'incapacité de la personne à les utiliser. Ce n'est, à part de très rares exceptions, pas le cas des sourds. Dans tous les cas, le mutisme ne s'applique pas au sourd qui a sa propre langue : la langue des signes.
2. Les techniques d'orthophonie et de prothèses auditives ont évolué, permettant une meilleure acquisition du langage.
3. Chaque surdité est propre à la personne concernée : enfermer des personnes dans une « case » en les qualifiant de « sourds-muets » ne prend pas en compte leurs différences : sourd signant, sourd oraliste, bilingue, malentendant…
4. Ce terme renforce des préjugés. Anciennement, être « sourd-muet » était synonyme d'un manque d'intelligence, d'une personne ne pouvant communiquer avec le monde oral. La manière de s'exprimer et le langage utilisé n'ont pas d'impact sur les capacités intellectuelles.
5. Ce terme entrave la communication. Il existe de nombreux moyens de communiquer avec une personne sourde : par écrit si elle le maîtrise, verbalement si elle lit sur les lèvres, le mime, le dessin…

## Histoire de la surdité
Dans les temps anciens, on définissait une psychologie propre aux personnes sourdes : Itard leur attribuait un caractère méfiant et crédule. D'autres voyaient les sourds comme des personnes agressives et colériques.
Chaque individu sourd utilise ce handicap à sa façon : le sublimer, le nier, en faire un point d'identification ou un point de rejet, le haïr ou l'aimer, s'y reconnaître ou le renier. Tout est possible et c'est l'invention propre de chaque individu.
Des études ont prouvé que les personnes sourdes non atteintes d'un déficience visuelle remarquaient plus de détails tactiles et visuels que les entendants.
D'autres études ont pu montrer que la motricité des sourds était différentes de celle des entendants. Ils ont remarqué certaines infériorités chez les sourd mais ils les ont attribuées uniquement au « handicap communico-linguistique ».
D'autres encore ont recherché quel hémisphère du cerveau était prédominant chez les sourds (l'hémisphère gauche en général chez les entendants). Les chercheurs en sont venus à la conclusion qu'il pourrait exister une dominance du mode visuel sur le mode verbal chez les personnes portant un handicap de l'ouïe.
D'autres particularités de personnalité dues à l'influence de l'entourage du sourd :
– À l'influence de la famille : Il existe plus de problèmes chez les sourds ayant des parents entendants que chez les sourds ayant des parents sourds également. Un enfant avec des parents sourds aura plus facilement accès à la communication grâce aux signes que dans une famille entendante.
– À l'influence de l'étiologie : La maladie infantile de surdité peut avoir des séquelles comme des problèmes d'inadaptation.
– À l'influence du milieu : L'entourage influence le développement de la personnalité. L'attitude des entendants envers un sourd peut donc influencer sa capacité à créer des liens avec eux ainsi que sa propre acceptation de son handicap.
– Au mode de communication : Du fait de la différence de mode de communication, les capacités d'adaptation d'un groupe social à l'intérieur d'un autre peuvent être altérées.

### Antiquité
Les sourds étaient perçu différemment selon les cultures et les religions.
Les Égyptiens et les Perses pensaient que cette infirmité était un signe de la faveur céleste[réf. nécessaire].
Au contraire, dans d'autres cultures[Lesquelles ?], les parents cachaient l'existence d'un enfant sourd[réf. nécessaire].
En Grèce, selon plusieurs enseignants pour sourds comme Martha "Mossie" Mc Gann en 1888 et Kenneth Walter Hodgson en 1954, qui étayent leur propos par des citations attribuées à Aristote, les sourds ont surtout été considérés comme des personnes dépourvues de raison et d'intelligence, qui ne pouvaient pas être plus éduquées que des animaux sauvages. Cependant, selon un article de la chercheuse Ellen Adams en 2023, il s'agit de citations erronées, bien que largement diffusées, et la citation exacte sur les sourds qu'on trouve dans les écrits d'Aristote est « l'ouïe ne fournit que les différences de son, et pour quelques êtres aussi, les différences de voix; mais, accidentellement, elle contribue à la pensée pour une très grande part, car le langage est la cause de l'instruction, non en lui-même mais indirectement: il se compose en effet de mots, et chacun des mots est un signe. C'est pourquoi, parmi les
hommes privés congénitalement de l'un de ces sens, les aveugles-nés sont plus intelligents que les sourds-muets » dans son traité De la sensation et des sensibles (Περὶ αἰσθήσεως καὶ αἰσθητῶν) ; elle cite également le Cratyle de Platon, dans lequel Socrate se réfère ainsi aux gestes et mimes utilisés par les sourds : « si, à défaut de voix et de langue, nous voulions nous représenter les choses les uns aux autres, n’essaierions-nous pas, comme le font en réalité les muets, de les indiquer avec les mains, la tête, et le reste du corps ? » (trad. Louis Méridier, p. 110). La chercheuse Margret A. Winzer cite également le livre IV de l'Histoire des animaux d'Aristote : « Les quadrupèdes vivipares ont chacun des voix différentes les unes des autres ; mais aucun n'articule un langage ; ce privilège est réservé à l'homme seul. Quand l'animal a un langage articulé, il a aussi une voix ; mais il peut avoir une voix sans toujours avoir de langage, ni d'articulation. Ceux qui sont sourds de naissance sont en outre toujours muets ; cependant ils ont bien une voix ; mais elle ne peut pas articuler ».

### Moyen Âge
Le peu d'écrits retrouvés sur les sourds laisse à penser qu'ils participaient à la vie des villages en se faisant comprendre par des gestes et des mimes tout en étant considérés comme les « débiles » ou « idiots » du village.

### Renaissance
Les prêtres chargés de l'instruction des enfants des familles nobles commencèrent à éduquer les enfants sourds. Ils leur apprenaient à parler, à lire et à écrire. Certains d'entre eux utilisaient les gestes des sourds pour leur faire comprendre la langue orale, mais considéraient ces signes comme trop pauvres pour pouvoir exprimer une pensée. Le but poursuivi était la « démutisation » des sourds.
Il existait tout de même quelques exemples de sourds qui enseignaient à d'autres sourds en langue gestuelle.

### Siècle des Lumières
L'abbé Charles-Michel de L'Épée remarqua que les sourds utilisaient un langage complexe pour communiquer entre eux. Il supposa alors que les gestes pouvaient exprimer les pensées aussi clairement que le langage oral et décida d'apprendre ce langage gestuelle.
Le religieux fonda une école pour apprendre le français aux enfants sourds et développa un système de langage gestuel appelé « signes méthodiques ». Ce système était un mélange de gestes naturels qu'utilisaient ses élèves entre eux et de signes de son invention.
Ce système était efficace pour dicter aux élèves ce qu'ils devaient écrire en français. Cependant, le langage méthodique était tellement compliqué pour les sourds qu'ils comprenaient rarement ce qu'ils écrivaient. Mais puisqu'ils étaient réunis entre eux, ils pouvaient communiquer et perfectionner de cette manière leur langue naturelle.
Après la mort de l'abbé, son successeur inventa tellement de nouveaux signes que les élèves ne comprirent plus rien. De nombreux professeurs choisirent de revenir à un enseignement exclusivement oral.

### Époque contemporaine
En 1817, un éducateur de sourds, Bébian, prôna pour la première fois une éducation bilingue français - langue naturelle en signes. Cette avancée permit aux sourds adultes de devenir professeurs.
La communauté sourde se développa et de nombreuses associations furent créées. De plus, un plus grand nombre de sourds atteignirent un haut niveau de formation.
Vers la fin des années 1800, les premiers appareils auditifs furent inventés et les gens pensaient de plus en plus que l'homme pourrait, grâce à la science, guérir les sourds.
À la suite de cela, au congrès international de Milan, en 1880, les oralistes interdirent la langue des signes. Cela leur fut simple puisque sur 164 participant, seulement 2 éducateurs étaient sourds.
Tous les livres concernant l'éducation gestuelle furent brûlés ou cachés, les éducateurs sourds furent licenciés. On obligea les enfants sourds à apprendre à parler sans utiliser les gestes. En Suisse comme en France et dans de nombreux pays d'Europe, les écoles optèrent pour l'éducation oraliste.
À la suite de cette interdiction, la majorité des sourds de 1950 furent sous-éduqués car ils avaient quitté l'école sans avoir un niveau suffisant. Ils ne trouvaient que des emplois sans responsabilités et ne pouvaient pas avoir de contact avec leurs collègues entendants puisqu'ils parlaient à peine français.
À cette époque la situation des sourds était bien meilleure aux États-Unis puisque la langue des signes n'était pas interdite et qu'elle continuait de se développer.
Grâce aux révolutions des années 1960, la population porta plus de respect aux langues minoritaires.
Après le Sixième Congrès de la Fédération mondiale des sourds en 1971, la langue des signes fut enfin reconnue par des enseignants interprètes qui pouvaient traduire de manière très efficace.
En 1979, en France, les écoles commencèrent à donner des classes d'enseignement bilingue pour les enfants sourds. Des cours de LSF furent mis en place pour la parentèle des enfants sourds et pour les enseignants.
Cependant, c'est seulement en 1991 que la loi Fabius en France reconnut la langue des signes pour l'éducation des jeunes sourds.

### Des personnes sourdes célèbres

#### Des sourds célèbres
- Quintus Pedius (?-13 av. J.-C.), peintre romain.
- Pinturicchio (1454-1513), peintre italien - Sourd ?
- Maerten Boelema de Stomme (1611-1644), peintre hollandais
- Guillaume Amontons (1663-1705), scientifique français
- Étienne de Fay (1669-1750), professeur français
- Jean Massieu (1772-1846), professeur
- Laurent Clerc (1775-1869), professeur
- Ferdinand Berthier (1803-1886), écrivain français
- Claudius Forestier (1810-1891), professeur
- La mère et la fiancée de Graham Bell (1847-1922), savant américain qui a consacré sa vie à l’acquisition de la langue parlée aux sourds.
- Charles Boland (1855- ?), artiste peintre belge.
- Dummy Hoy (1862-1961), joueur de base-ball américain.
- Helen Keller (1880-1968), conférencière et militante politique sourde et aveugle
- Eugène Rubens-Alcais (1884-1963), fondateur de CSSMP, de la FSSF et du CISS
- Oreste Carpi (1921-2008), peintre italien
- Emmanuelle Laborit (1971), comédienne française
- Deanne Bray (1971) , comédienne américaine
- Marlee Matlin, comédienne américaine, Oscar de la meilleure actrice
- Joël Chalude, comédien-mime et réalisateur français
- Virginie Delalande, première avocate sourde française
- Millicent Simmonds, comédienne américaine

#### Des devenus-sourds célèbres
- Pierre de Ronsard (1524-1585), poète français
- Francisco Goya (1746-1829), peintre espagnol
- Ludwig van Beethoven (1770-1827), compositeur allemand
- Bedřich Smetana (1824-1884), compositeur tchèque ; sa surdité est due à la syphilis.
- Gabriel Fauré (1845-1924), compositeur français
- Elise Hall (1853-1924), une saxophoniste et mécène américaine ; sa surdité est due à la typhoïde.
- Constantin Tsiolkovski (1857-1935), physicien russe, théoricien de l'astronautique moderne
- Charles Maurras (1868-1952), journaliste et écrivain
- Ernest Hemingway (1899-1961), écrivain américain
- Luis Buñuel (1900-1983), cinéaste espagnol puis mexicain
- Howard Hughes (1905-1976), aviateur, constructeur aéronautique, homme d'affaires et producteur cinématographique américain
- Raymond Lévesque (1928-2021), auteur-compositeur québécois
- David Hockney (1937), artiste britannique
- Lou Ferrigno (1951), acteur et culturiste américain
- Evelyn Glennie (1965), percussionniste solo et compositrice écossaise

##### La surdité dans les arts et la culture
- Le clip de la chanson Longtemps d'Amir met en scène un jeune couple de sourds-muets interprété par les acteurs entendants Julien Mesclon et Lou Gala.

###### Dans la fiction
- Kojirō Sasaki, bretteur japonais - Héros sourd du manga Vagabond, t. 14 et 15.
- Shōko Nishimiya, personnage du manga A Silent Voice.

#### Points de vue médicaux et sociaux
- Audrey Colleau-Attou (dir.), Dépistage précoce de la surdité et prise en charge, Fédération nationale des orthophonistes, Paris, 2009, 168 p. (numéro spécial de la revue Rééducation orthophonique, no 237, 2009)
- Nathalie Lachance, Territoire, transmission et culture sourde : perspectives historiques et réalités contemporaines, Presses de l'Université Laval, Québec, 2007, 292 p.  (ISBN 978-2-7637-8393-2)
- Frédéric Pellion (dir.), Surdité et souffrance psychique, Ellipses, Paris, 2001, 127 p.  (ISBN 2-7298-0643-1)
- Marc Renard, Les sourds dans la ville : surdités et accessibilité, les Éd. du Fox, Les Essarts-le-Roi, 2008 (3e éd.), 574 p.  (ISBN 978-2-9529348-2-4)
- Oliver Sacks, Des yeux pour entendre : voyage au pays des sourds (trad. de l'anglais par Christian Cler), Éd. du Seuil, Paris, 1990, 233 p.  (ISBN 2-02-011584-0)
- Dominique Seban-Lefebvre et Christine Toffin, L'enfant qui n'entend pas : la surdité, un handicap invisible, Belin, Paris, 2008, 191 p.  (ISBN 978-2-7011-4410-8)
- Benoit Virolle (éd), Psychologie de la surdité, Questions de personne, Paris, Bruxelles, 1996, 459 p.
- Frédéric Pellion (dir.), Surdité et souffrance psychique, coll. « Vivre et Comprendre », Paris, 2001, 127 p.
- Bernard Valgaeren et Christophe Girard "Bernarreke" tome 1  (ISBN 978-2-35419-080-4) et tome 2  (ISBN 978-2-35419-091-0)
- Patrick Belissen (dir.), Paroles de Sourds, La Découverte, Paris, 2018, 270 p.  (ISBN 978-2-7071-9802-0)
- Zoé Besmond de Senneville, Journal de mes oreilles, Flammarion, Paris, 2021, 176 p.  (ISBN 978-2-0802-3674-6)
- Cédric Cannone, Le Silence du girafon, Books on Demand, Norderstedt, 2023, 258 p.  (ISBN 978-2-3221-5238-4).

#### Surdité dans la littérature
- Alfred de Musset, Pierre et Camille
- Gilbert Bordes, Le Silence de la Mule

### Filmographie
- Les Enfants du silence (Children of a Lesser God), film dramatique américain (1986) réalisé par Randa Haines d'après la pièce de théâtre de Mark Medoff, Les Enfants du silence (1980), interprétée en France en 1993 par Emmanuelle Laborit et Joël Chalude
- La Parole muette de Yacine, film documentaire par Alain Epelboin avec la collaboration de Yoro K. Fall, CNRS Audiovisuel, Meudon, 1987, 15 min (VHS) (document tourné en juin 1986 à Malicka, faubourg de Dakar)
- Le Pays des sourds, documentaire de Nicolas Philibert (avec la participation d'Emmanuelle Laborit), Éd. Montparnasse, Paris ; Buena Vista Home Entertainment, 2002 (1re éd. 1993), 95 min (DVD)
- À chacun sa voix : entretiens avec des jeunes sourds profonds congénitaux, documentaire réalisé par Emmanuel Forgue et Lucien Moatti, Ortho Édition, Isbergues, 1996, 28 min (VHS)
- Un enfant sourd dans votre classe, documentaire réalisé par Laurent Lutaud, Centre régional de documentation pédagogique de Lyon, Lyon, 1999, 28 min (VHS)
- Sur mes lèvres, film de fiction de Jacques Audiard avec Vincent Cassel et Emmanuelle Devos (2001)
- Les Patients du silence, documentaire réalisé par Esther London, Hibou production, Paris, 2006, 52 min (DVD)
- Témoins sourds, témoins silencieux, documentaire réalisé par Brigitte Lemaine et Stéphane Gatti, Les Films du Paradoxe, Bois-Colombes, 2006, 54 min (DVD) (histoire des sourds juifs sous le nazisme)
- Au collège avec la langue des signes française, documentaire réalisé par Michel Beaudenon-Clauwaert, Françoise Duquesne-Belfais, Gérard Gautheron et Thierry Poirier, INS HEA, Suresnes, 2007, 31 min (DVD)
- Sourds à l'image, documentaire réalisé par Brigitte Lamaine et Jeanne Soral, CNRS Images, Meudon, 2007, 54 min (DVD)
- J'avancerai vers toi avec les yeux d'un sourd, film documentaire de Laetitia Carton (2015).
- La Famille Bélier, film français réalisé par Éric Lartigau avec Rodolphe (François Damiens) et Gigi (Karin Viard), parents sourds de Paula (Louane Emera) (2014)

#### Pédagogues
- Ludovic Goguillot
- Juan de Pablo Bonet
- Jacob Rodrigue Pereire
- Deschamps de Champloiseau

#### Médecins et chercheurs
- Johann Conrad Amman
- André Castex
- John Wallis